# Robert Sallès
Pour les articles homonymes, voir Salles et Salle (homonymie).
Robert-Léon Salle dit Robert Sallès, né le 17 mai 1871 à Lisieux et mort le 21 novembre 1929 à Paris, est un peintre et illustrateur français.

## Biographie
Robert-Léon Salle est le fils de Louis Léon Salle, marchand tailleur, et de Méduline Albertine Guillaume.
Élève aux Beaux-Arts de Paris de Gustave Moreau, François Flameng et Fernand Cormon, Sallès expose au Salon des artistes français à partir de 1898 et jusqu'en 1914, et concourt en 1899 pour le prix de Rome. Il devient membre en 1908 de la Société des artistes français. Il expose au salon des Indépendants en 1905 et 1906.
Sa production révèle des peintures d'histoire, de genre, des marines, des portraits, et des paysages urbains.
Il entame une carrière d'illustrateur dès 1893, en collaborant à des périodiques comme Paris-Joyeux, Le Triboulet, Le Rire, le Journal de Paris, Lectures pour tous, Mon journal, et, plus tard, avec des éditeurs d'ouvrages. On lui connaît quelques affiches.
En 1900, il épouse Marguerite Louise Adeline Catelier.

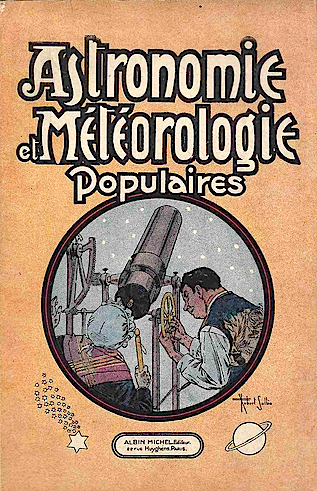
Astronomie et Météorologie populaires, couverture (1924).

En 1917, mobilisé puis blessé dans le conflit de la Première Guerre mondiale, il subit une amputation de la cuisse gauche à la suite d'un anévrisme artério-veineux.
Entre 1918 et 1928, il illustre entre autres la plupart des ouvrages de Gaston Dujarric (G. Dugaston) pour les éditions Albin Michel et les collections « Je saurai lire » et « Je sais lire » (Garnier Frères).
Il meurt à son domicile du no 15 rue Greuze à l'âge de 58 ans.

## Œuvre

### Affiches lithographiées
- La Guerre en Extrême-Orient par Henri Galli...[9], impr. Paul Dupont, [1900].
- Voyages animés... Exposition 1900, impr. Bourgerie, 1900.
- Alcazar St Georges 6 rue Fontaine[10], impr. Bourgerie, 1903.

### Ouvrages illustrés

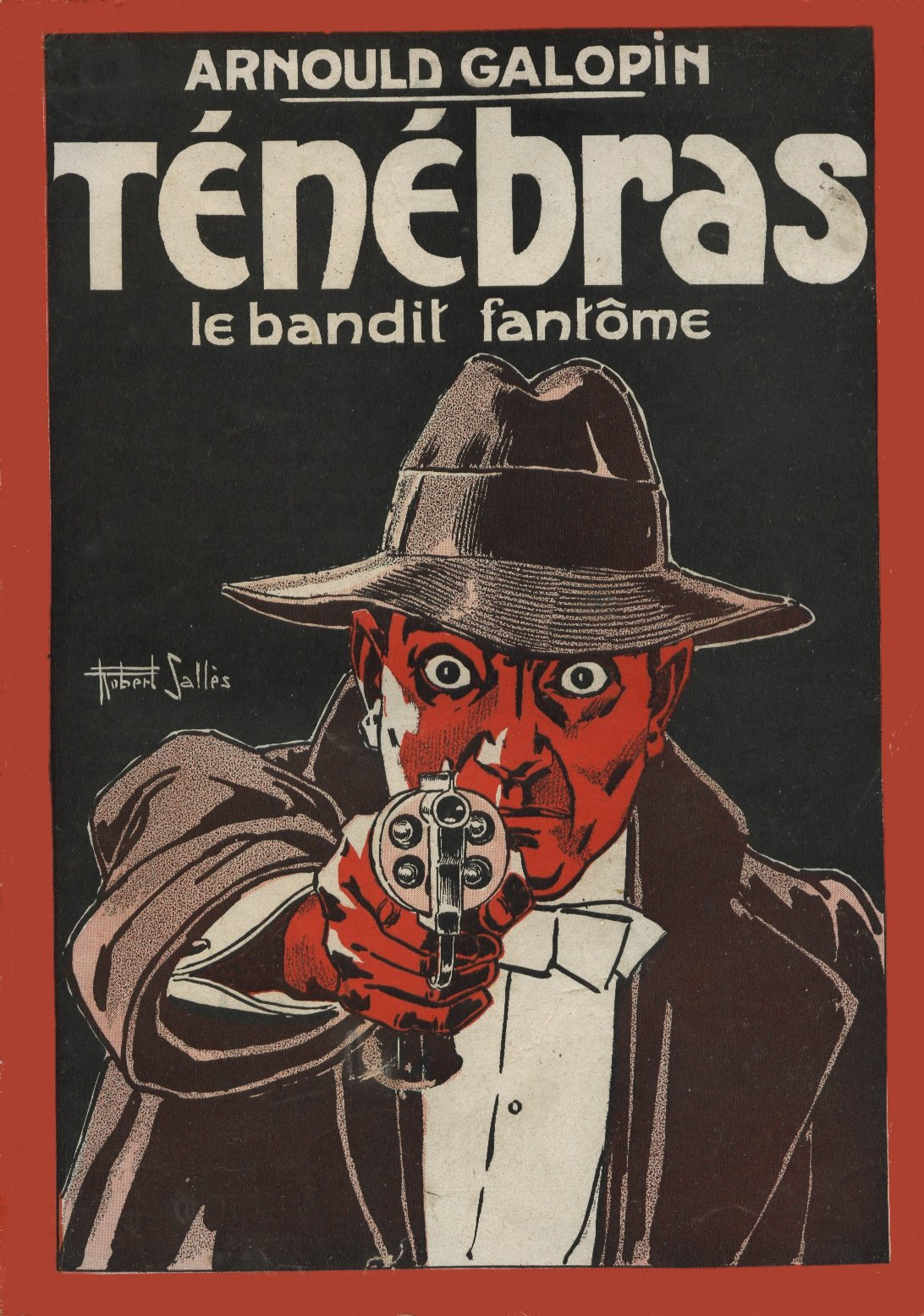
Couverture pour Ténébras, le bandit fantôme d'Arnould Galopin.

Outre ses illustrations, Robert Sallès a signé un grand nombre de couvertures d'ouvrages, avec un sens graphique efficace, entre autres pour les éditions Jules Tallandier.
- Henry d'Allemagne, Récréations et passe-temps, Paris, Hachette, [1905].
- Rudyard Kipling, Le Naulhaka, couverture, Paris P. Ollendorff, 1908.
- Collection « Les Romans mystérieux », éd. J. Tallandier, 1910-[11]...
- Collection « La Musique pour tous », partitions, Paris, Édition Universelle, 1913.
- Edmond Rostand, Le Cantique de l'aile, Paris, Fasquelle, 1922.
- Paul Bouillard, La Cuisine au coin du feu, préf. de Maurice Des Ombiaux, Paris, Albin Michel, 1928.

### Conservation
- Caen, musée des Beaux-Arts de Caen :
  - Une parisienne, première au rendez-vous[12], huile sur toile, 1904.
- Lisieux, musée d'Art et d'Histoire :
  - Lisieux, temps de peste (1630)[13], huile sur toile, 1898.
  - Portrait de Madame Henry Chéron[14], huile sur toile, 1908.
  - Portrait de Madame Bazalgette, née Louise Le Guillard[15], huile sur toile, 1909.